# Чакра
Реч Чакра долази из санскрита и значи котур. Постоји пуно радова на тему модела чакре, и филозофије који подупиру разне филозофске системе, спиритуалне праксе и религијске обичаје. Филозофске теорије и модели чакри у облику кружног система енергије су идентификовани кроз егзистенцијалну мистичну праксу јоге у Индији где је и настала прва замисао чакре.

## Опис
Заговорници ове филозофије сматрају да је чакра активни центар који прима, асимилира и ослобађа животну енергију (Прана, Чи, Биоенергија). Реч чакра дословно се преводи котур или диск и односи се на вртећу сферу (куглу) биоенергије за коју се сматра да избија из главног живца ганглије и да се грана из кичме. Таквих седам котурова (чакри) поређано је у низу од темеља кичме до врха главе. Постоје и мање чакре смештене у длановима, стопалима, прстима и раменима, У ствари, сваки активни вртлог би се могао назвати чакром. Седам главних чакри се поистовећује са основним стањима свести...
Чакре су веза између метафизичке и/или биофизичке енергије у телу.
Према неким источним размишљањима, чакре су степени свести, и стање душе. У метафизичком концепту то су енергетска средишта суптилне електромагнетске силе, која делује на физичком, емоционалном, менталном и духовном плану.

## Историја
Систем чакри оригинално је настао у Индији, пре више од 4000 година. Чакре се спомињу у древним делима Веда и касније Упанишада, Joga Sutras Patanjali, и највише у 16. веку од индијског јогина у тексту "Шат-Чакра-Нирупана" тј. испитивање (нирупана) шест (шат) чакри (чакра). 1920-их година Сер Џон Вудроф (псеудоним: Артур Авалон) је упознао Запад са чакрама у својој књизи Снага змије ("The Serpent Power“) (Кундалини јога).

## Систем седам чакри
Уобичајенији и најчеше проучаван систем чакри укључује шест главних чакри заједно са седмим центром који се обично не сматра чакром. Ове тачке су распоређене вертикално дуж аксијалног канала (сушумна нади у хиндуистичким текстовима, Авадути у неким будистичким текстовима).
Чакре се традиционално сматрају помоћним средствима за медитацију. Јогин напредује од нижих чакри до највише чакре која цвета у круни главе, интернализујући пут духовног успона. И у хиндуистичкој и будистичкој кундалини или кандалија традицији, чакре су прожете успаваном енергијом која борави у близини или у најнижој чакри. У хиндуистичким текстовима она је позната као Кундалини, док се у будистичким текстовима назива Кандали или Тумо (тибетански: гтум мо, тј. "жестоки").

Табела испод излистава нововековни опис ових шест чакри и седме чакре познате као сахасрара. Ова нововековна верзија укључује ињутновске боје које су биле непознате када је систем чакри настајао.
| Мандала | Назив      | Санскрит | Превод                 | Положај             | Бр. лотосових латица | Видљиви спектар     | Опис |
| ------- | ---------- | -------- | ---------------------- | ------------------- | -------------------- | ------------------- | --- |
|         | Сахасрара  | सहस्रार    | "Хиљадулатични"        | круна главе         | 1000                 | вишебојна љубичаста | Највиши духовни центар, чиста свест, који не садржи ни објекат ни субјекат. Када се женска кундалини Шакти уздигне до овог нивоа, уједињује се са мушким Шивом, стварајући самоостварење и самади. У езотеријском будизму зове се Махасука, латица лотоса „Великог блаженства“ који одговара четвртом стању Четири племените истине. |
|         | Аџна       | आज्ञा      | "Заповедни"            | између обрва        | 2                    | модроплава          | Гуру чакра или чакра трећег ока, суптилни центар енергије, где тантра гуру додирује тражиоца током ритуала иницијације (шактипата). Он или она заповедају пробуђеној кундалини енергији да прође кроз овај центар. |
|         | Вишуда     | विशुद्ध     | "Најчистији"           | грло                | 16                   | плава               | Вишуда је иконографски представљена са 16 латица прекривених са шеснаест санскритских самогласника. Повезана је са елементом (акаша), а у њеном средишту је корен самогласника Хам. Преостало божанство је Панчавактра шива, са 5 глава и 4 руке, а Шакти је Шакини.</ref> У езотеријском будизму он се назива Самбхога и обично се сматра да је латица лотоса "уживања" који одговара трећем стању Четири племените истине. |
|         | Анахата    | अनाहत     | "Недирнути"            | срце                | 12                   | зелена              | Унутар ње је јантра састављена од два троугла која се укрштају и формирају хексаграм, који симболише сједињење мушкарца и жене, као и езотеријски симбол ваздушног елемента (вају). Основна мантра ваздуха Јам, налази се у њеном средишту. Председавајуће божанство је Ишана Рудра Шива, а Шакти је Какини. У езотеријском будизму, ова чакра се назива Дарма и генерално се сматра да је латица лотоса "суштинске природе" и да одговара другом стању Четири племените истине.                                                            |
|         | Манипура   | मणिपूर     | "Град драгуља"         | пупак               | 10                   | жута                | За Нат медитативни систем, описана је као Мадјама-Шакти или међуфаза самооткривања. Ова чакра представљена је као троугао који је окренут према доле и представља ватру у средини лотоса са десет латица. Председавајуће божанство је Брада Рудра, а Лакини је Шакти. |
|         | Свадистана | स्वाधिष्ठान   | "Центар својствености" | корен полних органа | 6                    | наранџаста          | Свадистана је представљена са лотосом унутар кога је полумесец који симболизујре водени елемент. Основна мантра у њеном центру је Вам који представља воду. Председавајуће божанство је Брама, а Шакти је Ракини (или Чакини). У езотеријском будизму он се зове Нирмана, латица лотоса "Стварања" и одговара првом стању Четири племените истине. |
|         | Муладара   | मूलाधार     | "Корени"               | корен репа          | 4                    | црвена              | Каже се често да се успавани Кундалини овде одмара, умотан три и по пута, или седам или дванаест пута. Понекад је омотана око црног Свајамбу линга, најнижег од три препреке до њеног пуног успона (познатог и као чворови или грантхис). Симболизована је као четвероуглати лотос са жутим квадратом у средини који представља елемент земље. Основни самогласник је Лум за елемент земље. Сви звукови, речи и мантре у свом успаваном облику почивају у муладхара чакри, где Ганеша борави, док је Шакти Дакини. Сродна животиња је слон. |

## Критика
Обзиром да се по метафизичком схватању у чакрама јављају електромагнетне силе, било би логично да се електромагнетна зрачења из ових средишта могу детектовати електронским инструментима (осцилоскоп, фреквенцметар...), као и да се у телу налазе органи за њихове функције. Анатомија и хистологија нису пронашле ове центре, а електронским инструментима нису детектована њихова зрачења.
Емили Роса је најмлађа особа којој је објављен истраживачки рад у журналу америчког медицинског удружења. Са десет година је тестирала 21 терапеута биоенергијом, који је требало да „осете“ њену руку. Успешност је била 122 (44%) од 280 покушаја.
1996. године Џејмс Ренди фондација, позната по тестирању и разоткривању разних модерних превара јавно је понудила 742.000 долара било коме ко под контролисаним условима успе да осети „енергетско поље“ особе. Од више од 80.000 америчких терапеута који тврде да имају такву способност, јавила се само једна особа. Није успела. Награда која тренутно износи милион долара и даље чека оне који су вољни да своја убеђења провере у пракси.
Једини доказ ове животне силе су различите метафизичке теорије које се користе како би објасниле шта се догађа током енергетских терапија. Неке од ових теорија су једноставне, попут кинеске о чи енергији која се креће меридијанима и повремено се заглави или блокира, проузрокујући болест. Неке су сложеније и укључују вибрације субатомских честица, биоенергију, трансцедентална бића или астрална тела. Ипак, ове теорије нису независно потврђене. Без концепта животне силе, саме теорије се урушавају.